# Матю Макнълти
Матю Макнълти (на английски: Matthew McNulty) е английски актьор.
Роден е на 14 декември 1982 година в Хановер, но израства в Манчестър. От 2001 година започва да се снима в телевизията, а малко по-късно и в киното, като участва във филми като „Стая на върха“ („Room at the Top“, 2012), „Страноприемница „Ямайка“ („Jamaica Inn“, 2014), „Мускетарите“ („The Musketeers“, 2014 – 2016), „Ужасът“ („The Terror“, 2018 – ).

## Избрана филмография
- „Шепа прах“ („Little Ashes“, 2008)
- „Стая на върха“ („Room at the Top“, 2012)
- „Страноприемница „Ямайка“ („Jamaica Inn“, 2014)
- „Мускетарите“ („The Musketeers“, 2014 – 2016)
- „Ужасът“ („The Terror“, 2018 – )